# Nothomorpha
Nothomorpha (лат.) — род жуков-златок из подсемейства Polycestinae. Эндемик Южной и Юго-Западной Африки.

## Описание
Маленькие (длина тела 3—7 миллиметров), матовые жуки. Представители рода, как правило, не имеют металлического отблеска. Основная окраска коричневая. Надкрылья имеют острые продольные рёбра. Биология малоизучена. Взрослые жуки (имаго) часто посещают цветы.

## Распространение
Род широко распространен в южной и юго-западной частях Южной Африки и Намибии.

## Систематика
7 видов. В 1955 году род был выделен в отдельную трибу Nothomorphini. Позднее рассматривался вместе с родом Nothomorphoides Holm, 1986 в составе подтрибы Nothomorphina Cobos, 1955 в трибе Acmaeoderini Kerr., 1893 (Acmaeoderoid lineage Volkovitsh, 2001).
- Nothomorpha latifrons Holm, 1976
- Nothomorpha major Kerremans, 1899
- Nothomorpha minima Kerremans, 1899
- Nothomorpha pauperata Thomson, 1878[5]
- Nothomorpha rudis (Wiedemann, 1821) (Buprestis)
- Nothomorpha rugosa (Thunberg, 1787) (Buprestis)
  - =Nothomorpha zigzag Thery 1926
  - Nothomorpha rugosa carinifrons Holm, 1976
  - Nothomorpha rugosa rugosa (Thunberg, 1787)
- Nothomorpha verrucosa (Gory & Laporte, 1839)typus (=Amorphosoma verrucosum)